# Face It Alone
Face It Alone ist ein Lied der britischen Rockband Queen. Es wurde von Brian May, John Deacon, Roger Taylor und Freddie Mercury geschrieben und 1988 aufgenommen und ursprünglich von May und Taylor als „unrettbar“ angesehen. Am 13. Oktober 2022 wurde es als Single zur Promotion für die The Miracle Collector’s Edition Box-Set veröffentlicht, die am 18. November 2022 erschien.

## Hintergrund
Die Band nahmen Face It Alone 1988 während der Aufnahmesessions für ihr 1989er Album The Miracle auf. Es wurde während der Aufnahmesitzungen für Innuendo wieder aufgenommen, wurde aber in keines der beiden Alben eingefügt. Im Sommer 2022 verlautbarten Brian May und Roger Taylor, den wiederentdeckten in der ersten Aufnahme von The Miracle zu veröffentlichen.
Im veröffentlichten Lied wurde eine Strophe gekürzt und ein erweitertes Gitarrensolo aufgenommen.
Die Aufnahme von 1988 hatte eine Laufzeit von 5:18. Ein an May gerichteter Studiodialog von Mercury ist am Anfang dieser Version zu hören. Der Liedtext auf dieser Aufnahme ist unvollständig und aus dem Stegreif gesungen, wie es typisch für Mercurys zu dieser Zeit war. Ein Notizbuch 1988–89 von Mercury mit handschriftlichen Liedtexten für The Miracle wurde 2023 versteigert.
Das Stück war Sammlern seit den späten 1990er Jahren bekannt und wurde seit Mitte der 2000er Jahre mehrfach online geleakt.

## Musikvideo
Ein Musikvideo wurde am 13. Oktober 2022 veröffentlicht und am 21. Oktober auf dem YouTube-Kanal von Queen hochgeladen. Das Musikvideo zeigt Figuren der Band und Aufnahmen von den Proben zu The Miracle.

## Rezeption
Die Kritiken für Face It Alone waren eher positiv. The Telegraph bewertete den Song mit 4/5 Sternen und nannte ihn „zart, bewegend [und] trotzig“. The Guardian gab dem Song 3/5 Sterne und schrieb, dass er zwar „kein schlechter Song [und] auch nicht annähernd ein Klassiker“ sei, aber er lobte Mercurys Gesang und nannte Face It Alone „bewegend und schlank, eine kleine Fußnote, die es trotzdem schafft, einen emotionalen Schlag zu landen“. In einer späteren Rezension des Rolling Stone hieß es, der Song passe „mühelos“ in den Backkatalog der Band.

## Besetzung
- Freddie Mercury – Lead- und Hintergrundgesang, Keyboards
- Brian May – E-Gitarre
- Roger Taylor – Schlagzeug
- John Deacon – Bassgitarre